# 平衡高度
平衡高度(へいこうこうど, Equilibrium level, EL)とは、熱力学ダイアグラムにおいて、自由対流層を上昇してきた空気塊の温度と環境温度が再び一致し、それ以降は空気塊が自ら上昇できなくなる高度のこと。浮力ゼロ高度(LNB)、中立高度(NL)などともいう。

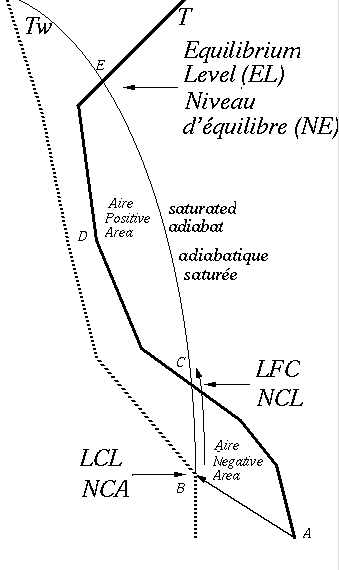
熱力学ダイアグラム上のEL（D点)。

地上付近にある（湿った）空気塊を断熱的に上昇させていくと、持ち上げ凝結高度(LCL)以降は凝結により雲が成長し、湿潤断熱減率に沿って緩やかに冷やされ、やがて空気塊は周囲の空気の気温（環境温度）と一致する自由対流高度(LFC)まで達する。LFCから少し持ち上げられた空気塊は、上昇しても周囲より常に暖かい状態となるため、空気塊は自身の持つ浮力のみで勝手に上昇し続けるようになる。しかし、湿潤断熱減率は環境温度に近づき始め、やがて再び同じ温度となる。これが平衡高度である。この高度より上では、浮力がなくなるため空気塊自身の力では上昇しない。
観測や予測で算出される平衡高度の値は、積雲や積乱雲の発達高度の目安の1つであり、値が大きいほどより高い高度まで積乱雲が成長する大気場であることを示す。また、値があることは大気が不安定、逆に値がないことは大気が安定であることを意味する。
相当温位や500hPaの気温などと併せ、積乱雲（対流）の発達しやすさを判断するELが-10℃高度より低ければ発雷は起こらず、-10℃高度より高ければ発雷が起こりうる。-20℃高度より高ければ活発な発雷の目安。-10℃高度等は季節により変動する。
なお日本の気象庁は、標高300m以上では標高+200m、それ以下では高度500mから空気塊を持ち上げる仮定で平衡高度を算出する。
一般的に、平衡高度は積乱雲の雲頂高度とほぼ一致する。またこの高度は対流圏界面にも近いため、上昇気流は成層圏の強風や冷気に押し戻されて水平に広がり、かなとこ雲に変形する。上昇気流が強い場合は平衡高度を超えてさらに積乱雲が上昇し、オーバーシューティング・トップ(Overshooting top)と呼ばれるこんもりとした高まりを形成する。
自由対流高度から平衡高度までの大気層を自由対流層(FCL)という。
対流有効位置エネルギー (CAPE)は、自由対流高度(LFC)から浮力ゼロ高度(LNB)まで空気塊を持ち上げた時に得られる浮力を積分して得る値で、潜在不安定の度合いを示す指数。